# Andrea Thürig
Andrea Thürig (Rothenburg, cantó de Lucerna, 12 de març de 1978) va ser una ciclista suïssa que fou professional del 2006 al 2009.
La seva germana Karin també es dedicà al ciclisme.

## Palmarès
- 2008
  - 1a al Gran Premi Cham-Hagendorn
  - Vencedora d'una etapa al Giro del Trentino